# Zala vármegye alispánjainak listája

## Zala vármegye alispánjai 1530–1735
| Név                              | Tisztségviselés ideje                                                           | Megjegyzések |
| -------------------------------- | ------------------------------------------------------------------------------- | ------------ |
| Eördögh Mátyás, pölöskei         | 1530. január 31.                                                                |              |
| Nagy Ambrus, kozmafalvai         | 1536. január 8.                                                                 |              |
| Pethő Péter, gersei              | 1542. július 9.                                                                 |              |
| Pethő Benedek, gersei            | 1542. július 9.                                                                 |              |
| Pethő János, gersei              | 1550. október 2.                                                                |              |
| Zichy Rafael, zicsi              | 1554. – 1555.                                                                   |              |
| Rajky Gábor, felsőrajki          | 1554. – 1555.                                                                   |              |
| Háshágyi Imre                    | 1556. – 1568.                                                                   |              |
| Hagymásy Lesták, berekszói       | 1558. június 30. – 1564.                                                        |              |
| Pethő Péter, gersei              | 1566. július 30. – 1573. május 24.                                              |              |
| Zele Jakab, szentbalázsi         | 1568. – 1571.                                                                   |              |
| Eördögh Gergely, pölöskei        | 1580. május 12. – 1595. április 26.                                             |              |
| Csányi Bernát, csányi            | 1580. december 4.                                                               |              |
| Pethő Kristóf, gersei            | 1581. július 16. – 1581. november 1.                                            |              |
| Pethő Ambrus, gersei             | 1581. július 16. – 1585. május 5.                                               |              |
| Hagymásy Gábor, berekszói        | 1585. május 5. – 1600. január 4.                                                |              |
| Marek János, izsákfalvai         | 1586. november 16.                                                              |              |
| Perneszy András, osztopáni       | 1590. február 11.                                                               |              |
| Perneszy János, osztopáni        | 1596. január 2. – 1601. február 3.                                              |              |
| Eördögh György, pölöskei         | 1600. január 4.                                                                 |              |
| Bellonich Ferenc                 | 1608. február 25.                                                               |              |
| Eördögh Simon, pölöskei          | 1608. február 25. – 1623. május 1.                                              |              |
| Bakács Sándor, szentgyörgyvölgyi | 1608. április 30. – 1609. október 7.                                            |              |
| Pethő Gáspár, gersei             | 1617. január 18. – 1617. november 25.                                           |              |
| Hagymásy Miklós, berekszói       | 1617. november 25. – 1620. február 14.                                          |              |
| Binnyei István                   | 1623. május 1. – 1629. május 24.                                                |              |
| Perneszy Ferenc, osztopáni       | 1623. május 1. – 1648. november 14.                                             |              |
| Pogány Zsigmond, csébi           | 1629. május 24. – 1632. március 25.                                             |              |
| Darabos László, nádasdi          | 1634. április 6. – 1640. augusztus 8.                                           |              |
| Darabos Miklós, nádasdi          | 1640. augusztus 8. – 1648. november 14.                                         |              |
| Eördögh István, pölöskei         | 1648. november 14. – 1652. július 15.                                           |              |
| Lipics Márton, koronghi          | 1648. november 14. – 1662. április 15.                                          |              |
| Botka Ferenc, széplaki           | 1652. július 15. – 1662. április 15.                                            |              |
| Chernel Mihály, csernelházi      | 1671. november 23. – 1677. február 4. előtt                                     |              |
| Sándor Gergely                   | 1673. május 16. – 1677. február 4.                                              |              |
| Perneszy János, osztopáni        | 1677. február 4. – 1678. február 14.                                            |              |
| Bezerédj István, bezerédi        | 1677. február 4. – 1702. január 11.                                             |              |
| Mikulicz László                  | 1692. június 29, augusztus 21, 1696. április 11.                                |              |
| Kelcz Mihály, fületinczi         | 1696. március 26.                                                               |              |
| Gábor György, szalapatakai       | 1700. február 2. – 1715. szeptember 20. előtt                                   |              |
| Szegedy Pál, mezőszegedi         | 1702. szeptember 1. – 1711. június 4.                                           |              |
| Bessenyei László, galánthai      | 1702. december 3. – 1715. szeptember 20.                                        |              |
| Inkey János, pallini             | 1707. január 31, 1710. szeptember 28, 1715. szeptember 20. – 1730. november 14. |              |
| Sigray József                    | 1714. március 8, 1716. szeptember 8. – 1717. április 29.                        |              |
| Jagasics András                  | 1715. október 28.                                                               |              |
| Tallián Adám, vizeki             | 1717. április 29. – 1719. december 5.                                           |              |
| Niczky György, niczki            | 1719. december 5. – 1735. augusztus 13.                                         |              |

## Zala vármegye első alispánjai 1735–1849
| Név                                            | Tisztségviselés ideje                       | Megjegyzések |
| ---------------------------------------------- | ------------------------------------------- | ------------ |

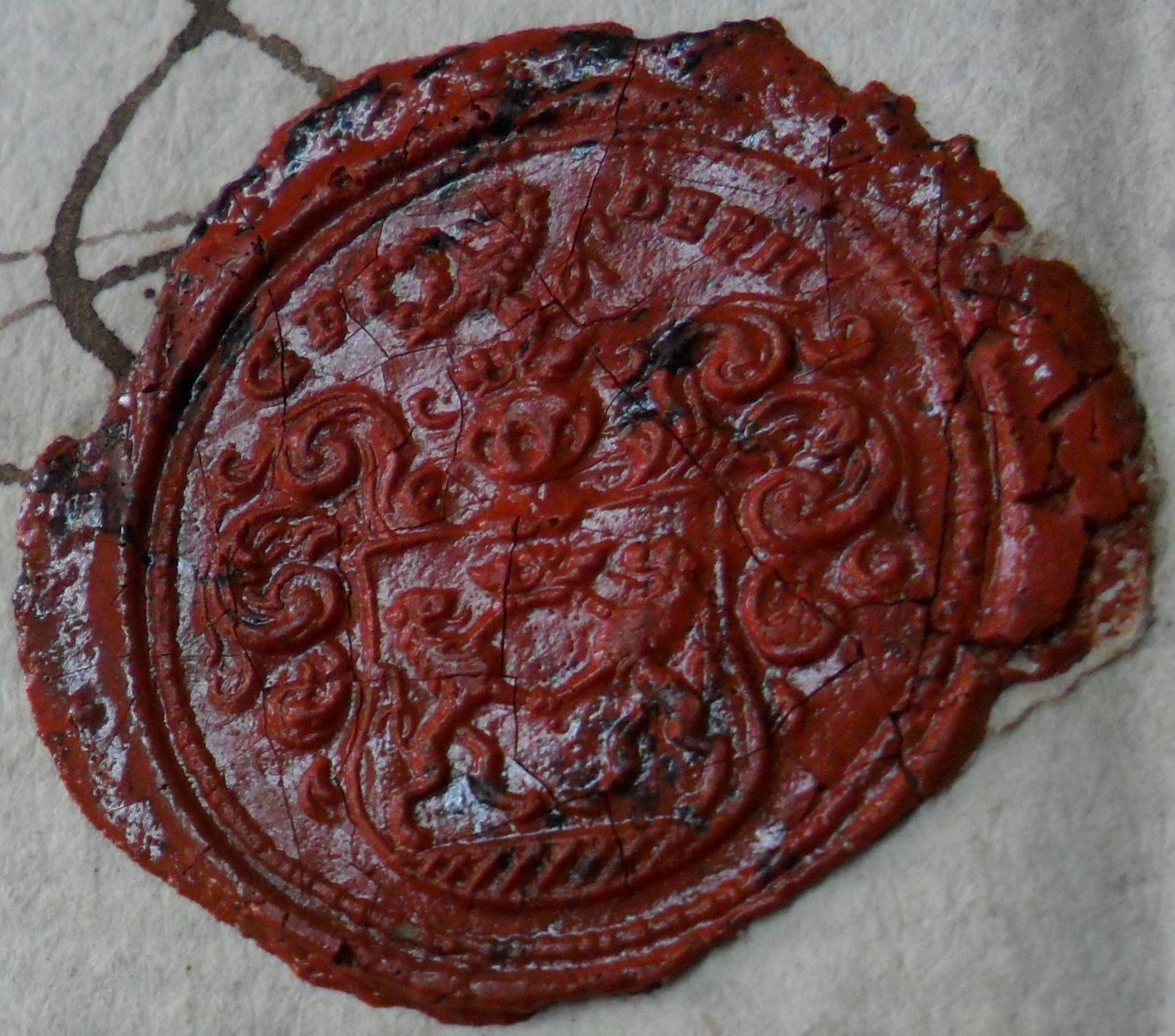
Forintosházi Forintos Gábor zalai alispán pecsétje

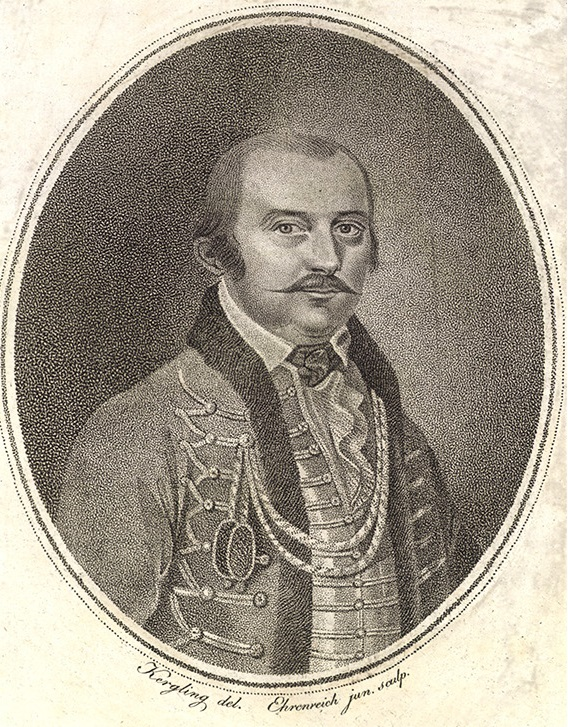
Spissich János zalai alispán

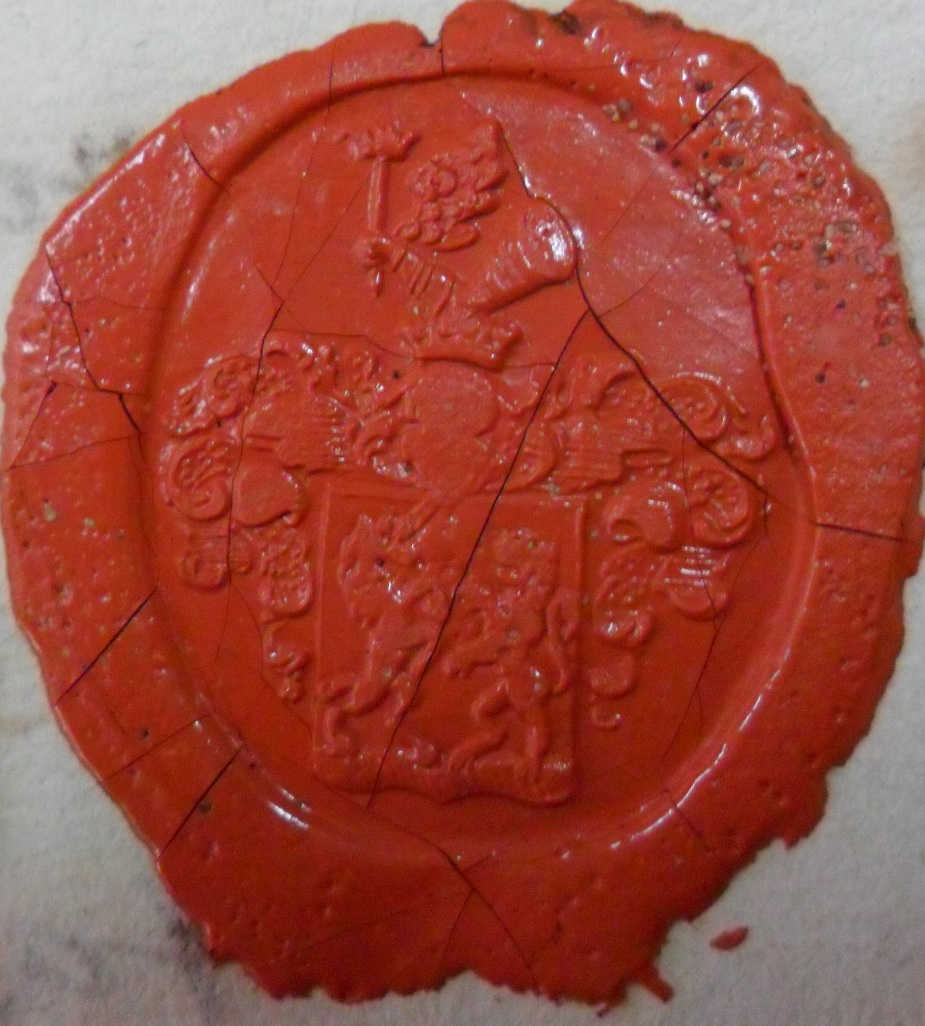
Sümeghy József zalai alispán pecsétje

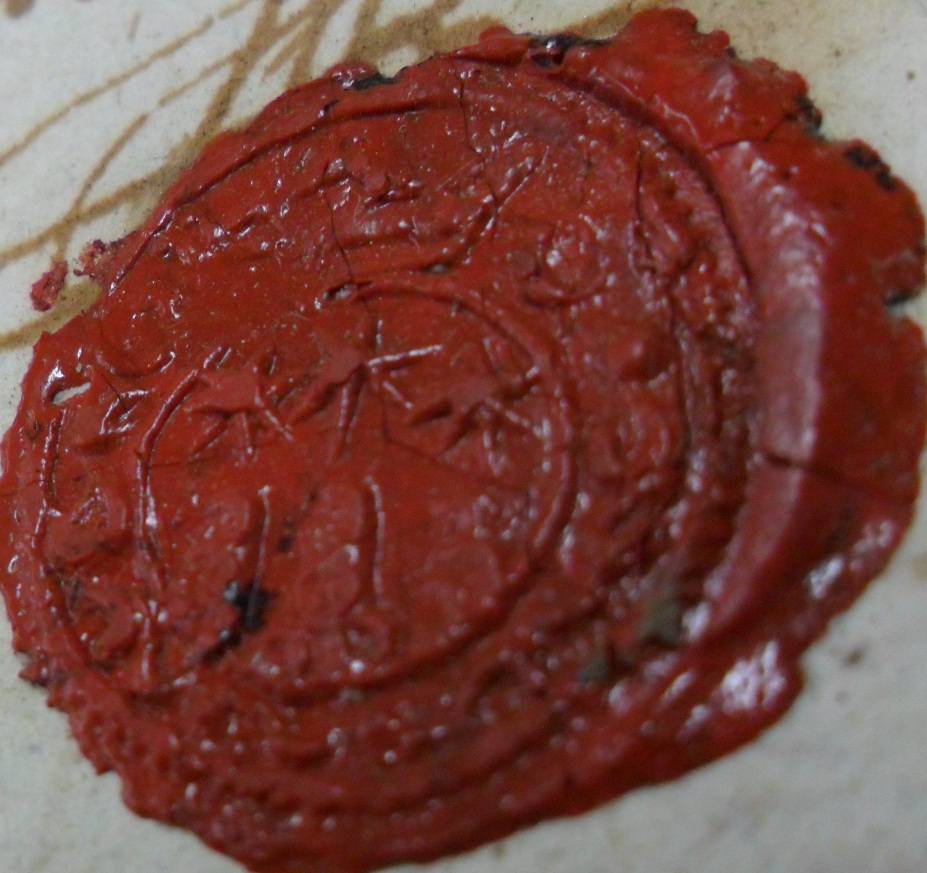
Csillagh Lajos zalai alispán pecsétje

| Tarányi Ferenc, nyirlaki                       | 1735. november 7. – 1748. augusztus 21.     |              |
| Nagy Mihály, szalapatakai                      | 1748. augusztus 1. – 1756. október 11.      |              |
| Hertelendy Gábor, hertelendi és vindornyalaki  | 1756. október 11. – 1757. augusztus 17.     |              |
| Inkey Boldizsár, pallini                       | 1757. augusztus 17. – 1758. január 22.      |              |
| Csányi György, csányi,                         | 1758. január 22. – 1760. január 9.          |              |
| Forintos Gábor, forintosházi                   | 1760. január 9. – 1773. április 14.         |              |
| Jagasics András, lovászi                       | 1773. április 14. – 1781. szeptember 24.    |              |
| Szegedy Ignác, mezőszegedi                     | 1781. szeptember 24. – 1785. július 18.     |              |
| Nozdroviczky János, nozdroviczki               | 1785. július 18. – 1790. április 7.         |              |
| Spissich János, jáprai                         | 1790. április 7. – 1797. április 25.        |              |
| Mesterházy Lajos, mesterházi                   | 1797. május 1. – 1806. április 16.          |              |
| Sümeghy József, lovászi és szentmargitai       | 1806. július 3. – 1815. november 8.         |              |
| Szegedy Ferenc, mezőszegedi                    | 1815. november 8. – 1819. július 5.         |              |
| Hertelendy György, hertelendi és vindornyalaki | 1819. július 5. – 1828. június 8.           |              |
| Deák Antal, kehidai                            | 1828. június 8. – 1831. június 20.          |              |
| Horváth János, zalabéri                        | 1831. június 20. – 1834. szeptember 22.     |              |
| Botka József, névedi                           | 1834. szeptember 22. – 1837. szeptember 25. |              |
| Kerkapoly István                               | 1837. szeptember 25. – 1848. március 11.    |              |
| Csillagh Lajos, csáfordi                       | 1848. május 5. – 1849. október 31.          |              |

| Név                                  | Tisztségviselés ideje                                  | Megjegyzések                           |
| ------------------------------------ | ------------------------------------------------------ | -------------------------------------- |
| Csertán Károly                       | 1827. november 12.                                     | Zala vármegye helyettes első alispánja |
| Deák Ferenc, kehidai                 | 1832. november 8. – 1833. április 15.                  | Zala vármegye helyettes első alispánja |
| Farkas János, boldogfai              | 1832. október 1., 1833. április 15., 1835. február 23. | Zala vármegye helyettes első alispánja |
| Tarányi-Oszterhuber József, nyírlaki | 1848. március 11. – 1848. május 9.                     | Zala vármegye helyettes első alispánja |

## Zala vármegye másodalispánjai 1735–1849
| Név                                            | Tisztségviselés ideje                      | Megjegyzések |
| ---------------------------------------------- | ------------------------------------------ | ------------ |

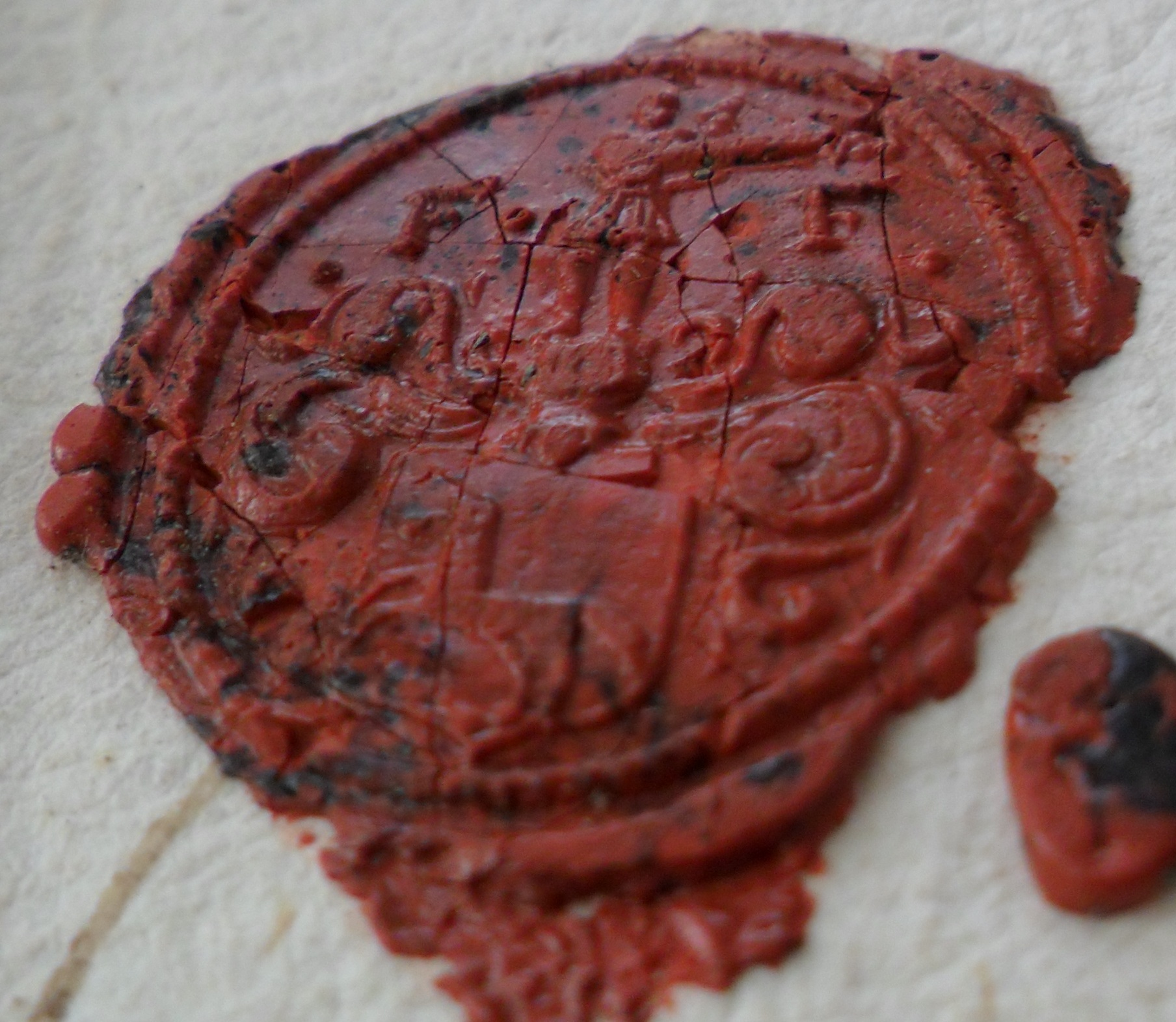
Boldogfai Farkas Ferenc zalai alispán pecsétje

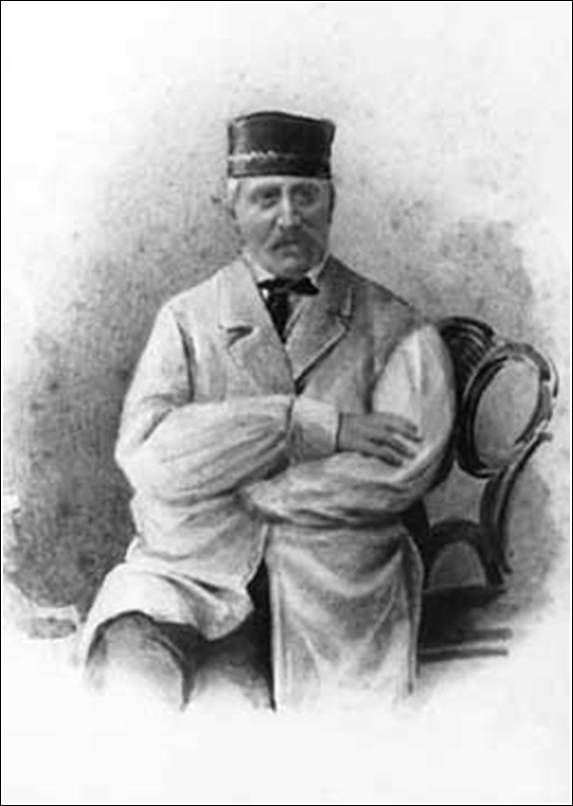
Séllyey Elek zalai alispán

| Nagy Mihály, szalapatakai                      | 1747. augusztus 21. – 1748. augusztus 21.  |              |
| Festetics Pál, tolnai                          | 1748. augusztus 21. – 1754. november 11.   |              |
| Inkey Boldizsár, pallini                       | 1754. november 11. – 1757. augusztus 17.   |              |
| Jagasics András, lovászi                       | 1757. augusztus 17. – 1758. augusztus 7.   |              |
| Inkey Boldizsár, pallini                       | 1758. január 7. – 1761. október 26.        |              |
| Farkas Ferenc, boldogfai                       | 1761. október 26. – 1769. május 2.         |              |
| Jagasics András, lovászi                       | 1769. május 2. – 1773. április 14.         |              |
| Oszterhueber Ferenc                            | 1773. április 14. – 1782. október 11.      |              |
| Vida József                                    | 1782. október 11. – 1790. április 7.       |              |
| Mlinarics Lajos                                | 1790. április 7. – 1797. április (?)       |              |
| Sümeghy József, lovászi és szentmargitai       | 1797. május 1. – 1806. július 3.           |              |
| Oszterhueber Ferenc, ifj.                      | 1806. július 3. – 1819. július 5.          |              |
| Dómján József, domjánszegi                     | 1819. július 5. – 1825. június 6.          |              |
| Inkey Imre, pallini                            | 1825. június 6. – 1826. november 26.       |              |
| Horváth Antal, zalabéri                        | 1826. november 26. – 1828. június 8.       |              |
| Séllyey Elek                                   | 1828. június 8. – 1831. június 20.         |              |
| Hertelendy Károly, hertelendi és vindornyalaki | 1831. június 20. – 1834. szeptember 22.    |              |
| Kerkapoly István                               | 1834. szeptember 22. – 1837. szeptember 25 |              |
| Csillagh Lajos, csáfordi                       | 1837. szeptember 25. – 1848. május 9.      |              |
| Horváth Vilmos, zalabéri                       | 1848. május 9. – 1849. október 31.         |              |

## Zala vármegye első alispánjai 1861–1872
| Név                         | Tisztségviselés ideje                 | Megjegyzések |
| --------------------------- | ------------------------------------- | ------------ |

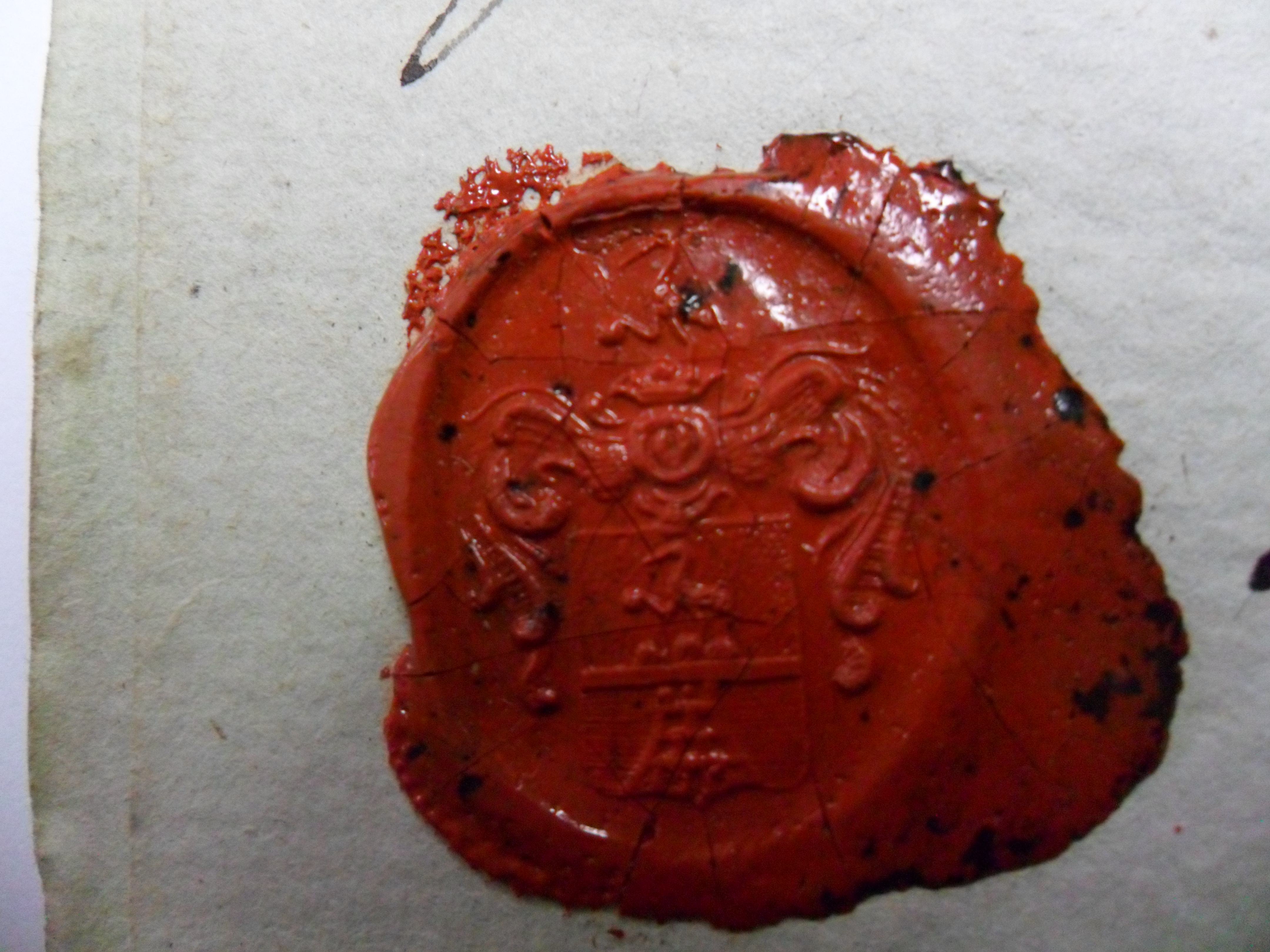
Koppány Ferenc zalai alispán pecsétje

| Koppány Ferenc              | 1861. február 7. – 1861. november 11. |              |
| Németh János                | 1862. július 8. – 1863. február 28.   |              |
| Bárdossy László, bárdossi   | 1863. április – 1865. november        |              |
| Botka Mihály, névedi        | 1865. november – 1867. május 6.       |              |
| Barcza Sándor, nagyalásonyi | 1867. május 6. – 1872. január 9.      |              |

| Név                                      | Tisztségviselés ideje          | Megjegyzések                           |
| ---------------------------------------- | ------------------------------ | -------------------------------------- |
| Portier Sámuel                           | 1862. január 30. – 1865. május | Zala vármegye helyettes első alispánja |
| Barthodeiszky Gyula, rátki és salamonfai | 1865. május – 1865. november   | Zala vármegye helyettes első alispánja |

## Zala vármegye másodalispánjai 1861–1872
| Név                                       | Tisztségviselés ideje                    | Megjegyzések |
| ----------------------------------------- | ---------------------------------------- | ------------ |

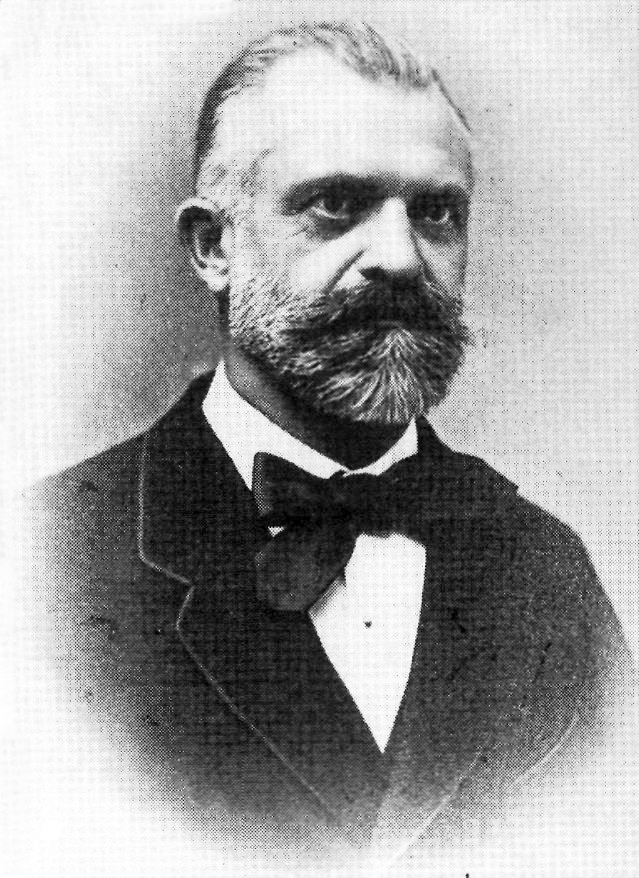
Csillagh László zalai alispán

| Horváth Vilmos, zalabéri                  | 1861. február 7. – 1861. november 11.    |              |
| Csesznák János, kiszellői és nemesvarböki | 1862. február 23. – 1862. szeptember 21. |              |
| Gózony Ferenc                             | 1862. december 1. – 1865. október 9.     |              |
| Csillagh László, csáfordi                 | 1865. október 9. – 1867. május 6.        |              |
| Csutor Imre, zokoli és illyefalvi         | 1867. május 6. – 1872. január 9.         |              |

## Zala vármegye alispánjai 1872–1950
| Név                               | Tisztségviselés ideje                    | Megjegyzések |
| --------------------------------- | ---------------------------------------- | ------------ |

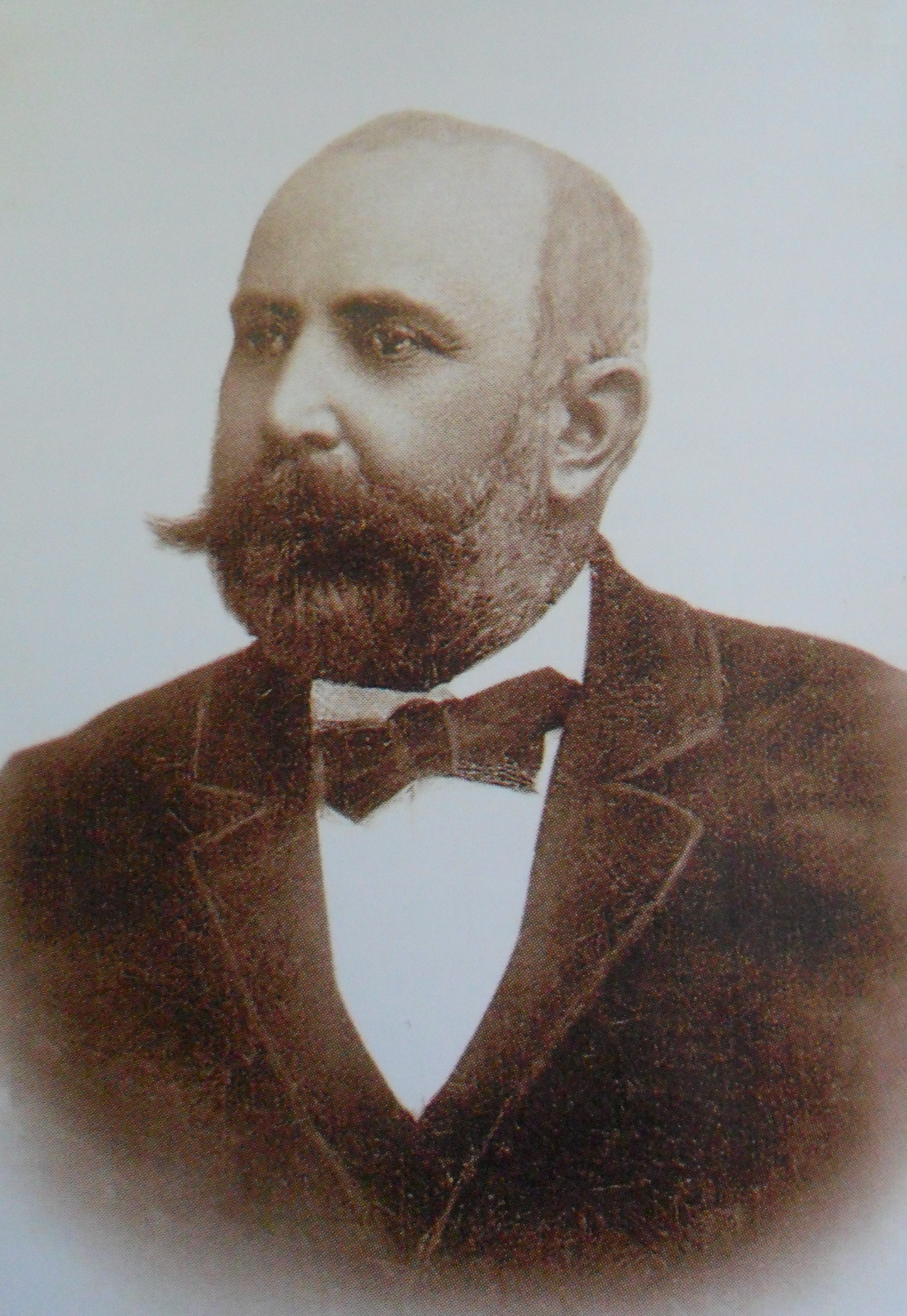
Csertán Károly zalai alispán

| Csutor Imre, zokoli és illyefalvi | 1872. január 9. – 1878. január 3.        |              |
| Svastits Benő                     | 1878. január 3. – 1886. november 9.      |              |
| Csertán Károly                    | 1886. december 1. – 1906. április 18.    |              |
| Árvay Lajos                       | 1906. szeptember 10. – 1917. február 12. |              |
| Kolbenschlag Béla                 | 1917. május 14. – 1922. március 2.       |              |
| Bődy Zoltán                       | 1922. május 9. – 1938. április 30.       |              |
| Brand Sándor, dr.                 | 1938. május 12. – 1945. május 14.        |              |
| Hunyadi László, dr.               | 1945. január – 1945. március             |              |
| Somogyi Magyar István, dr.        | 1945. május 21. – 1945. július 14.       |              |
| Dávid János, dr.                  | 1945. július 14. – 1948. március 31.     |              |
| Agárdi Tibor, dr.                 | 1948. május 14. – 1950. június 15.       |              |